# مقاطعة وودوارد (أوكلاهوما)
مقاطعة وودوارد (بالإنجليزية: Woodward County)‏ هي إحدى مقاطعات ولاية أوكلاهوما في الولايات المتحدة الأمريكية.